# Джим Голловей (скелелаз)
Джим Голловей (англ. Jim Holloway, нар. 1954) — американець скелелаз, один із перших боулдерінгістів, для якого скелелазіння було стилем життя, а не відпочинком. 

## Життєпис
Він почав лазити боулдерінг на початку 1970-х у Боулдері, штат Колорадо, і в 1973 році проліз перший складний маршрут — Just Right (названий так, тому що він як раз підійшов під його високий зріст). У 1975 році він проліз Trice (він же: A.H.R. — Another Holloway Route), який сьогодні оцінюють у V11(8а+) або V12(8b) — неймовірна складність для 1970-х.
До винаходу сучасної V-системи Джона Шермана залишалось ще п'ятнадцять років. Для оцінки своїх маршрутів Джим розробив власний варіант В-шкали оцінювання Гілла, яка мала лише два-три рівні складності, залежно від інтерпретації. Голловей розділив боулдерінги на три категорії: легкий — JHE (Jim Holloway easy), середній — JHM (середовище Jim Holloway) та складний — JHH (Jim Holloway hard).
Голловей одним із перших став лазити боулдерінг більше декількох годин. Він працював над ними, як над маршрутами. У середині 1970-х він почав відвідуватиHorsetooth Reservoir в Форт-Коллінс, штат Колорадо, де Джон Гілл та його друг Річ Боргман боулдерінговий район на пісковику Дакоти. Гілл пролазив тамтешні проблеми за лічені хвилини чи години, що було набагато простіше за стандарти Джима. Це наочна демонстрація зміни філософії боулдеринга. Як приклад, Голловей працював над прямим стартом боулдера Гілла Left Eliminator, старт якого починався збоку каменя. Голловей назвав проект Meathook і працював над ним протягом двадцяти днів у 1974 та 1975 роках, перш ніж нарешті проліз. Ключем було втримання підхвату під фалангу пальця, і Джим зробив репліку вдома — імітацію — для напрацьовування руху. П'ятнадцять років по тому Вольфганг Гюліх аналогічним чином використав кампусборд, щоб тренуватися до Action Directe . Ймовірно, Meathook був V12, тоді як більшість проблем у Horsetooth були в діапазоні від V3 до V7.
У 1977 році Голловей проліз Slapshot, на горі Динозавра поблизу Боулдера. Цей боулдер не має повторень за станом на 2020 рік. Одна зламана зачіпка та інша, що втратила тертя, роблять повторний пролаз складнішим. Проте, там є ще достатньо зачіпок, щоб це було реально.
Серед напарників Джима по лазінню в 1970-х роках були Джим Майклс, Боб Вільямс та Джон Гілл — у якого він навчився динамічним перехватам — Пат Амент, Кріс Джонс та Скотт Блунк. Голловей припинив лазити боулдрінг близько 1980 року та почав брали участь у велопробігах .
Тридцять два роки після першого пролазу нарешті відбулося друге проходження Trice на хвилі ентузіазму після публікації у 2007 році інтерв'ю з Холлуеєм в журналі Climbing Magazine. 15 листопада 2007 року Карло Траверсі та Джеймі Емерсон здійснили 2-й та 3-й повтори Trice, оцінивши його V12 (або В2+ за шкалою Гілла та 8а+ за шкалою Фонтенбло). Пізніше боулдер пролізли Джеймс Пірсон та Даніель Вудс у грудні 2007 року, Дейв Грехем у січні 2008 року, Сет Елред в лютому 2008 року та Джованні Траверсі у березні 2008 року. У жовтні 2008 року, після 4-х днів зусиль, Алекс Пуччіо здійснила перший жіночий пролаз (FFA) Trice. Потім вона пролізла його ще двічі для фотосесії, та загалом три рази. Ізабель Фаус також пролізла Trice в березні 2014 року.